# Chris Barton
Chris Barton (Sacramento, CA, 7 juli 1988) is een Amerikaans wielrenner die anno 2012 uitkomt voor Bissell Pro Cycling.

## Overwinningen
2008
- 3e etappe Ronde van Belize (Ploegentijdrit)

## Resultaten in voornaamste wedstrijden
| Jaar | Ronde van Italië | Ronde van Frankrijk | Ronde van Spanje |
| ---- | ---------------- | ------------------- | ---------------- |
| 2011 | opgave           |                     |                  |